# Kobber(I)oxid
Kobber(I)oxid er et gennemsigtigt og svagt gulligt stof med sumformel: Cu2O. Stoffet er en halvleder.

## Anvendelser
Man kan lave sin egen solcelle med Kobber(I)oxid, ved at riste en ren kobberplade eller kobberblik. Virkningsgraden er mindre end 1%.